# Eupithecia discrepans
Eupithecia discrepans là một loài bướm đêm trong họ Geometridae.